# Filipstads högre allmänna läroverk
Filipstads högre allmänna läroverk var ett läroverk i Filipstad verksamt från 1858 till 1968.

## Historia
Skolan har rötter i en trivialskola från 1611 och var till 1831 Filipstads Pedagogi för att därefter vara en lägre lärdomsskola. Ombildades till Filipstads elementarläroverk 1858 och Filipstads (lägre) allmänna läroverk 1878. Skolan var en samskola från 1906 till 1928 då den blev en samrealskola med kommunalt gymnasium från 1947.
Skolbyggnaden stod klar 1915 enligt ritningar av arkitekten Folke Zetterwall
1956 blev skolan Filipstads högre allmänna läroverk. Skolan kommunaliserades 1966 och namnändrades 1968 till Ferlinskolan efter att gymnasieskolan flyttat därifrån. Studentexamen gavs från 1950 till 1968 och realexamen från 1910 till 1964.